# جواو أمارال
جواو أمارال (بالبرتغالية: João Amaral) هو لاعب كرة قدم برتغالي، ولد في 7 سبتمبر 1991 في فيلا نوا دغايا في البرتغال يلعب في نادي الباطن السعودي. لعب مع نادي فيتوريا سيتوبال.

## وصلات خارجية
- جواو أمارال على موقع قاعدة بيانات كرة القدم.إي يو (الإنجليزية)
- جواو أمارال على موقع Soccerway.com (الإنجليزية)
- جواو أمارال على موقع AS.com (الإسبانية)